# Arrondissement Châteauroux
Das Arrondissement Châteauroux ist eine Verwaltungseinheit des Départements Indre in der französischen Region Centre-Val de Loire. Präfektur ist Châteauroux.
Im Arrondissement liegen neun Wahlkreise (Kantone) und 84 Gemeinden.

## Wahlkreise
- Kanton Ardentes (mit 9 von 12 Gemeinden)
- Kanton Argenton-sur-Creuse
- Kanton Buzançais
- Kanton Châteauroux-1
- Kanton Châteauroux-2
- Kanton Châteauroux-3
- Kanton Levroux (mit 12 von 34 Gemeinden)
- Kanton Saint-Gaultier (mit 4 von 34 Gemeinden)
- Kanton Valençay (mit 18 von 28 Gemeinden)

## Gemeinden
Die Gemeinden des Arrondissements Châteauroux sind:
| 1. Ardentes (36005)               | 2. Argenton-sur-Creuse (36006)        | 3. Argy (36007)                             | 4. Arpheuilles (36008)            |
| 5. Arthon (36009)                 | 6. Badecon-le-Pin (36158)             | 7. Baraize (36012)                          | 8. Baudres (36013)                |
| 9. Bazaiges (36014)               | 10. Bouesse (36022)                   | 11. Bouges-le-Château (36023)               | 12. Bretagne (36024)              |
| 13. Brion (36026)                 | 14. Buzançais (36031)                 | 15. Ceaulmont (36032)                       | 16. Celon (36033)                 |
| 17. Chasseneuil (36042)           | 18. Châteauroux (36044)               | 19. Châtillon-sur-Indre (36045)             | 20. Chavin (36048)                |
| 21. Chezelles (36050)             | 22. Cléré-du-Bois (36054)             | 23. Clion (36055)                           | 24. Coings (36057)                |
| 25. Cuzion (36062)                | 26. Déols (36063)                     | 27. Diors (36064)                           | 28. Écueillé (36069)              |
| 29. Éguzon-Chantôme (36070)       | 30. Étrechet (36071)                  | 31. Fléré-la-Rivière (36074)                | 32. Fontguenand (36077)           |
| 33. Francillon (36079)            | 34. Frédille (36080)                  | 35. Gargilesse-Dampierre (36081)            | 36. Gehée (36082)                 |
| 37. Heugnes (36086)               | 38. Jeu-les-Bois (36089)              | 39. Jeu-Maloches (36090)                    | 40. La Chapelle-Orthemale (36040) |
| 41. La Vernelle (36233)           | 42. Langé (36092)                     | 43. Le Menoux (36117)                       | 44. Le Pêchereau (36154)          |
| 45. Le Poinçonnet (36159)         | 46. Le Pont-Chrétien-Chabenet (36161) | 47. Le Tranger (36225)                      | 48. Levroux (36093)               |
| 49. Luant (36101)                 | 50. Luçay-le-Mâle (36103)             | 51. Lye (36107)                             | 52. Mâron (36112)                 |
| 53. Méobecq (36118)               | 54. Montierchaume (36128)             | 55. Mosnay (36131)                          | 56. Moulins-sur-Céphons (36135)   |
| 57. Murs (36136)                  | 58. Neuillay-les-Bois (36139)         | 59. Niherne (36142)                         | 60. Palluau-sur-Indre (36149)     |
| 61. Pellevoisin (36155)           | 62. Pommiers (36160)                  | 63. Préaux (36166)                          | 64. Rouvres-les-Bois (36175)      |
| 65. Saint-Cyran-du-Jambot (36188) | 66. Saint-Genou (36194)               | 67. Saint-Lactencin (36198)                 | 68. Saint-Marcel (36200)          |
| 69. Saint-Maur (36202)            | 70. Saint-Médard (36203)              | 71. Sassierges-Saint-Germain (36211)        | 72. Selles-sur-Nahon (36216)      |
| 73. Sougé (36218)                 | 74. Tendu (36219)                     | 75. Valençay (36228)                        | 76. Velles (36231)                |
| 77. Vendœuvres (36232)            | 78. Veuil (36235)                     | 79. Vicq-sur-Nahon (36237)                  | 80. Villedieu-sur-Indre (36241)   |
| 81. Villegongis (36242)           | 82. Villegouin (36243)                | 83. Villentrois-Faverolles-en-Berry (36244) | 84. Vineuil (36247)               |

## Neuordnung der Arrondissements 2017

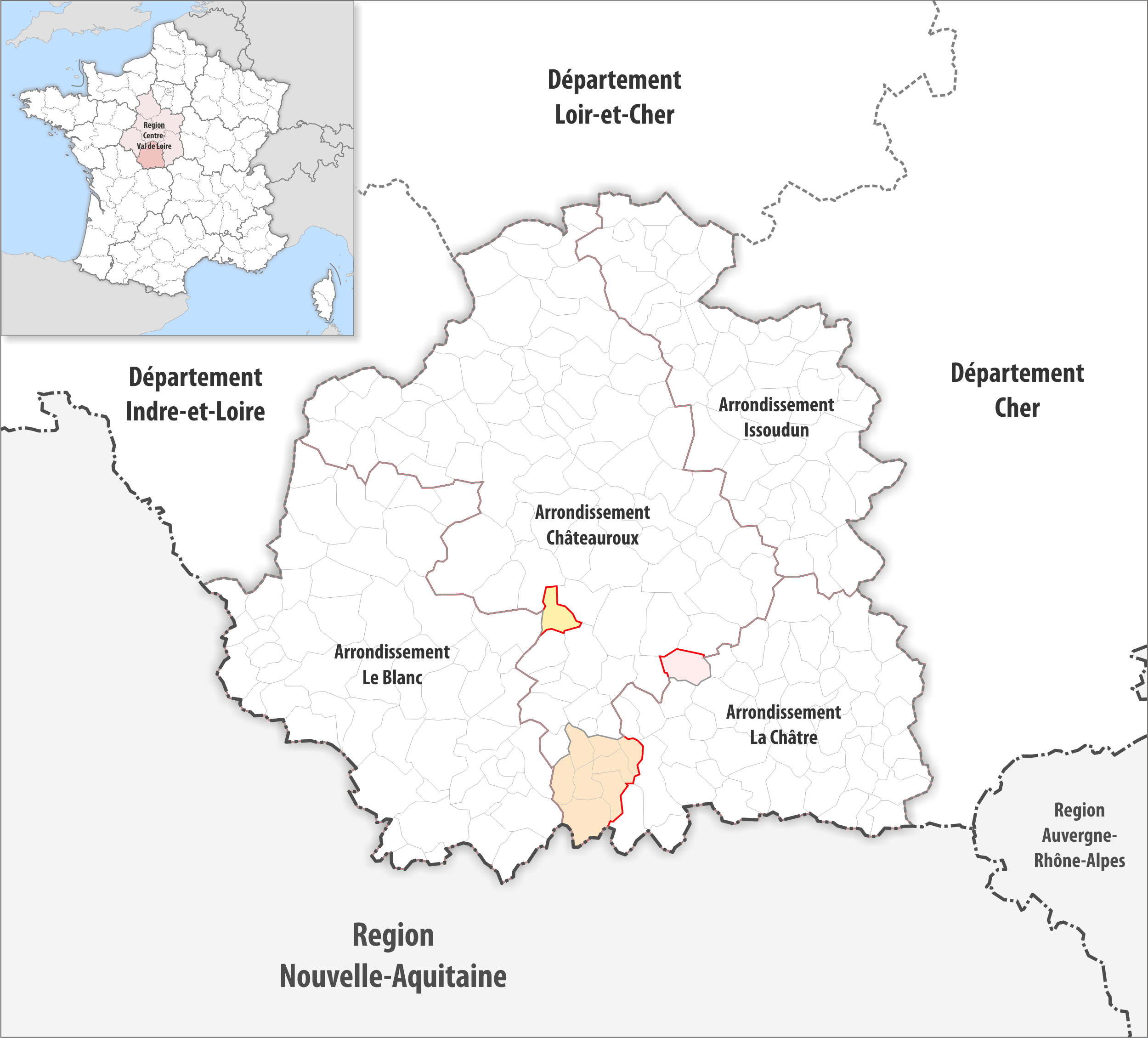
Arrondissementsanpassungen im Jahr 2017

Durch die Neuordnung der Arrondissements im Jahr 2017 wurden die acht Gemeinden Badecon-le-Pin, Baraize, Bazaiges, Ceaulmont, Cuzion, Éguzon-Chantôme, Gargilesse-Dampierre und Pommiers aus dem Arrondissement La Châtre dem Arrondissement Châteauroux zugewiesen.
Dafür wechselte aus dem Arrondissement Châteauroux die Gemeinde La Pérouille zum Arrondissement Le Blanc und die Gemeinde Buxières-d’Aillac zum Arrondissement La Châtre.

## Ehemalige Gemeinden seit der landesweiten Neuordnung der Arrondissements
bis 2018: Levroux, Saint-Pierre-de-Lamps, Villentrois, Faverolles-en-Berry
bis 2015: Saint-Martin-de-Lamps, Villers-les-Ormes